# 소바
소바(일본어: 蕎麦→메밀)는 주로 메밀가루로 만든 일본 국수로, 소량의 밀가루가 혼합되어 있다. 회갈색을 띠며 약간 거친 식감이 특징이다. 이 국수를 차갑게 식혀서 차가운 쯔유에 무, 파, 고추냉이를 넣어 찍어 먹도록 함께 내거나, 뜨거운 국물에 말아서 내온다. 소바는 다양한 요리에 사용된다.
일본에서는 패스트푸드점부터 고급 전문 음식점까지 소바를 판매한다. 건면 형태의 소바와 함께 '멘쯔유'(인스턴트 간장)가 상점에서 판매되어 가정에서도 쉽게 조리할 수 있다.
메밀, 곧 소바에 함유된 단백질의 아미노산 균형은 인체의 필요성분과 잘 부합하며, 쌀이나 밀과 같은 다른 주식에서 부족한 아미노산을 보완할 수 있다(단백질 조합 참조). 소바를 먹는 전통은 에도 시대에 시작되었다.

## 어원

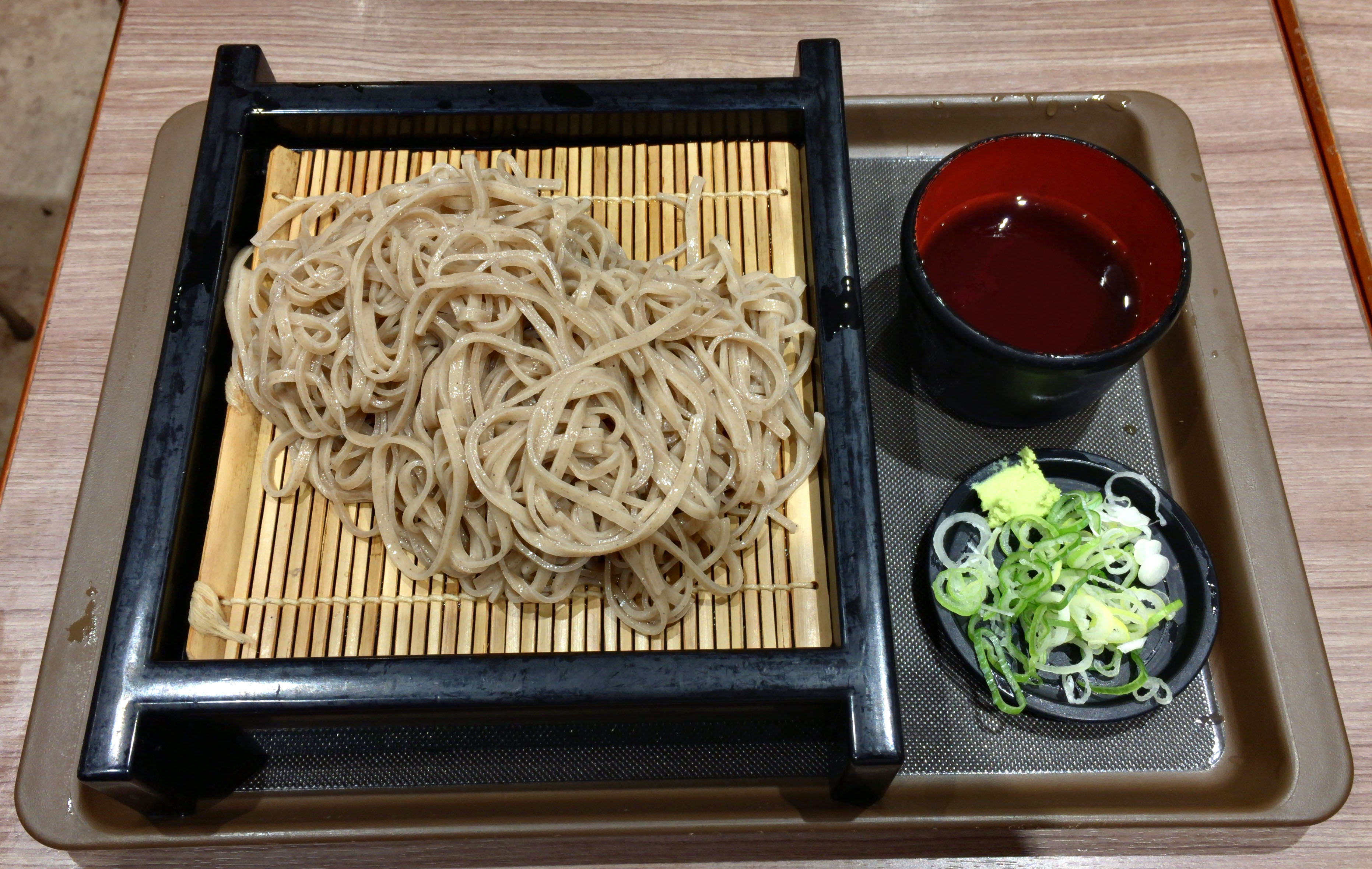
쯔유와 파를 곁들인 차가운 모리소바

소바(蕎麦)는 "메밀"(Fagopyrum esculentum)을 의미한다. 일본식 메밀국수의 정식 명칭은 소바키리(蕎麦切り, "메밀 자른 것")이지만, 보통은 줄여서 소바라고 부른다.
역사적으로 소바 국수는 니혼소바, 와소바, 야마토소바라고 불렸는데, 모두 "일본식 소바"를 의미한다. 이는 라멘, 소멘, 우동과 같은 중국 기원의 밀국수와 구별하기 위해서였다.
최근에는 소바가 원산지나 구성 성분에 관계없이 국수 전반을 지칭하기도 한다. 예를 들어 라멘은 전통적으로 추카소바(中華そば) 또는 시나소바(支那そば)라고 불렸는데, 둘 다 "중국 국수"라는 뜻이지만 '시나'라는 단어는 현재 비하적인 표현으로 간주된다. 소바는 아부라소바나 야키소바처럼 밀국수를 지칭할 때도 사용된다. 오키나와에서는 소바가 일반적으로 밀가루로 만든 오키나와 소바를 지칭한다.

## 역사

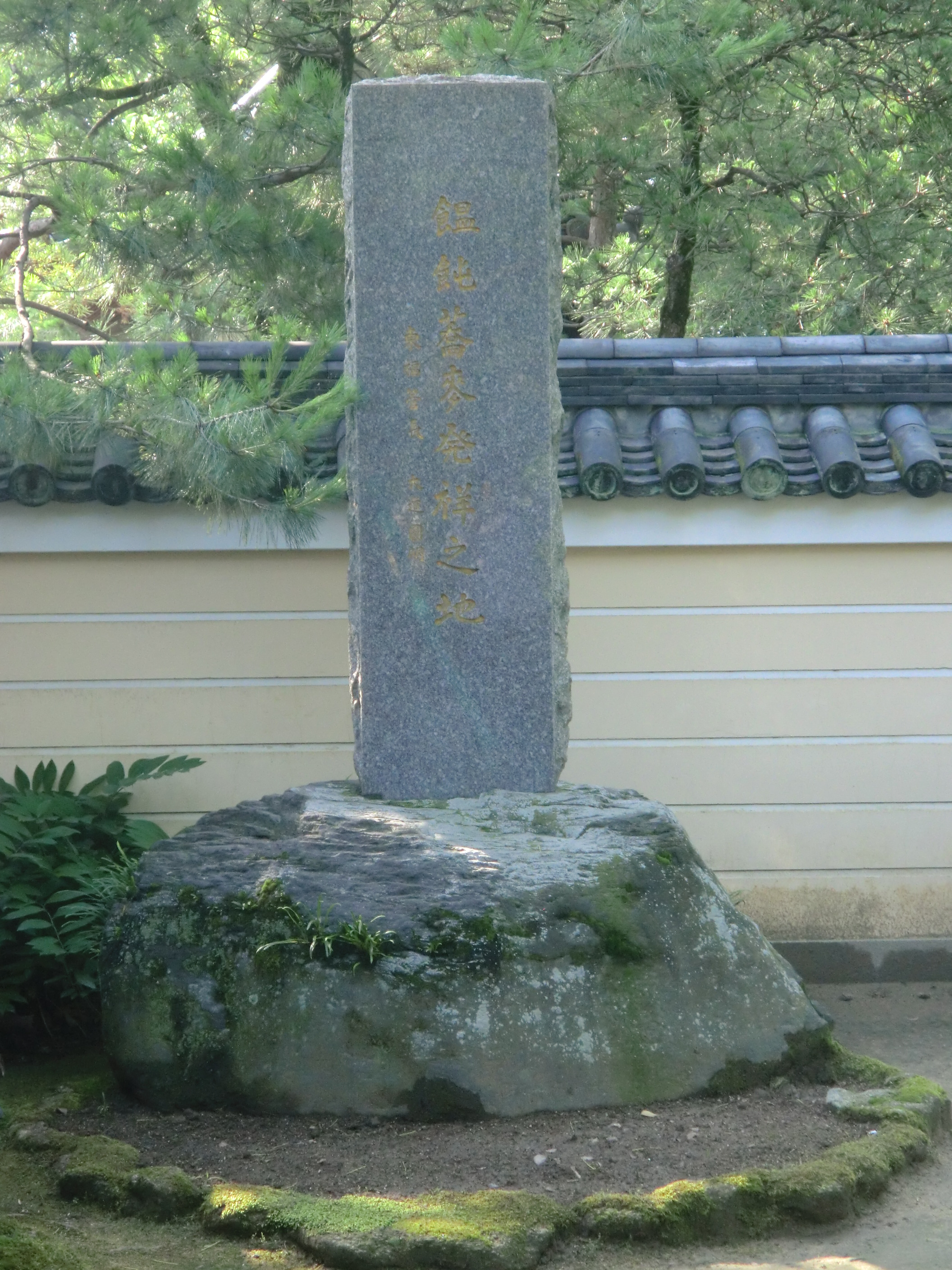
조텐지에 소바와 우동의 전래를 기념하는 비석이 있다. 이 절의 창건자인 엔니가 중국에서 국수 제조법을 일본에 들여왔다고 전해진다.

### 배경
일본의 신석기 시대 유적지에서 메밀 흔적이 발견되었는데, 조몬 시대인 기원전 4000~2000년경의 것이다.
메밀 재배에 관한 최초의 기록은 《속일본기》에서 찾아볼 수 있다. 겐쇼 천황이 722년에 내린 칙령에서 가뭄과 기근에 대응하기 위해 농민들에게 메밀을 심도록 지시했다. 839년의 또 다른 칙령에서는 메밀이 척박한 토양에서도 빨리 자라기 때문에 8월에 파종하여 10월에 수확하도록 선포했다. 그러나 메밀은 널리 재배되지 않았으며, 죽의 형태로만 간헐적으로 먹었던 것으로 보인다.
8세기에 중국 기원의 국수류가 일본에 등장했다. 후에 승려 엔니(1202년~1280년)가 중국에서 돌아온 뒤 일본에 국수를 전파했다고 전해진다.
메밀국수(소바키리)에 대한 최초의 구체적인 언급은 조쇼지에 보관된 1574년의 기록에서 찾을 수 있는데, 이 기록에 따르면 본당을 수리하는 인부들에게 소바키리가 제공되었다고 한다. 1600년대 초반에 걸쳐 소바 국수에 대한 언급이 더 많이 등장한다.

### 에도 시대

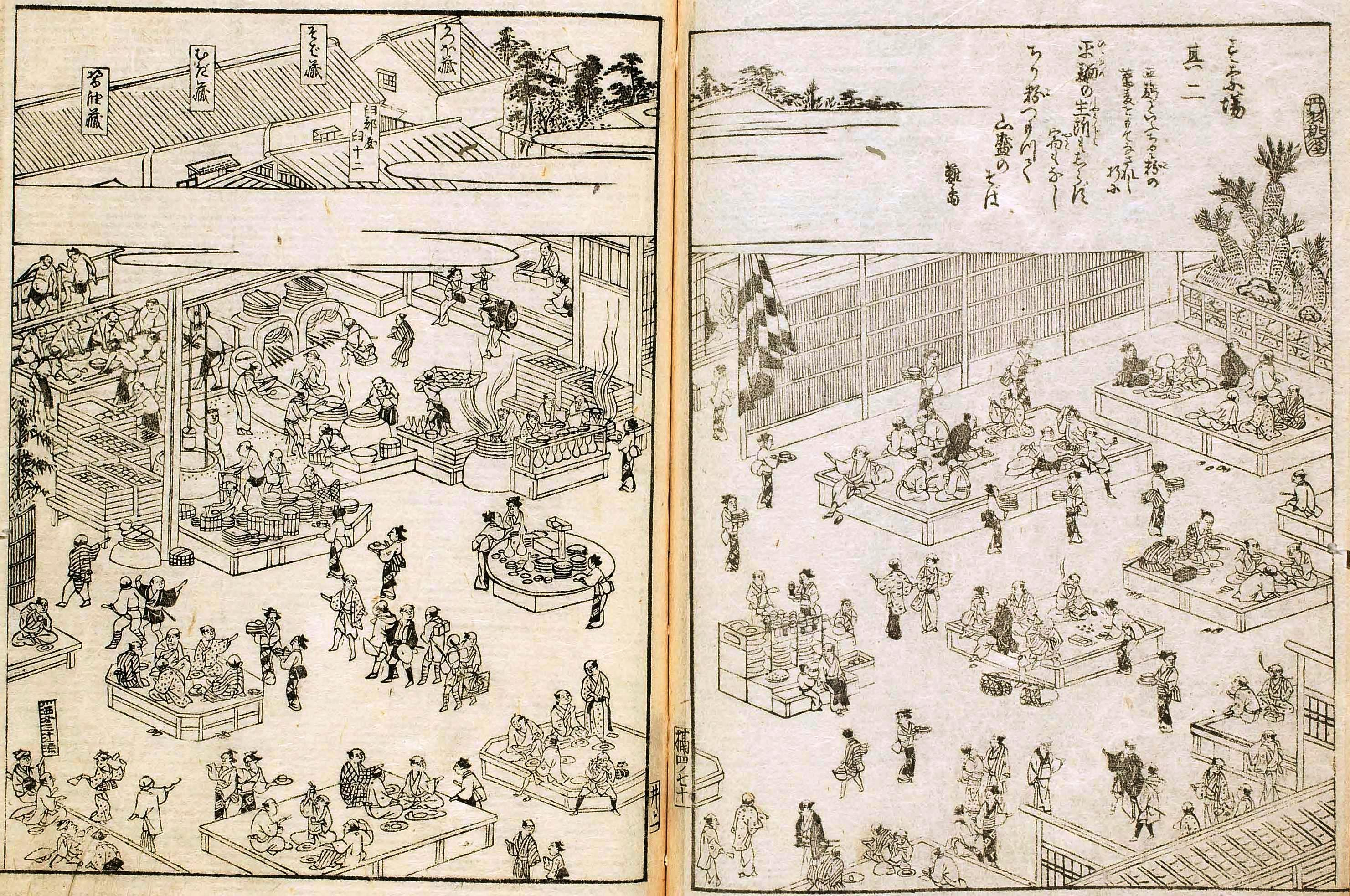
다케하라 슌초사이가 1796~1798년에 그린 판화로, 오사카의 유명한 소바 식당인 '스나바'를 묘사하고 있다.

현대의 소바는 에도 시대(1603년~1868년)에 에도(현재의 도쿄)를 중심으로 발전했다. 소바에 대한 초기 기록들은 불교 사찰과 다도 의식과 관련되어 있다.
1643년의 요리책 《료리 모노가타리》(料理物語)에 소바 제조법이 최초로 수록되었다. 1657년 메이레키 대화재 이후 도쿄에서 소바 가게가 점차 늘어나기 시작했다.
처음에 소바는 서민 음식으로 여겨졌으나, 18세기에 이르러 사무라이를 비롯한 상류층도 즐기게 되면서 그 평판이 개선되었다.
한 추산에 따르면 각 도시 구역마다 하나 이상의 소바 식당이 있었다고 한다. 대부분 사케도 함께 판매했던 이러한 소바 식당들은 현대의 카페처럼 현지인들이 가벼운 식사를 하러 들르는 장소로 기능했다. 1860년 도쿄에서 열린 메밀 가격에 관한 회의에 3,726개의 가게가 참석했다는 사실은 소바의 인기를 보여준다. 소바는 야타이라고 불리는 이동식 포장마차에서도 판매되었다.
당시 도시 인구의 상당수는 티아민이 부족한 백미를 주식으로 삼았기 때문에 각기병에 걸리기 쉬웠다. 소바는 티아민이 풍부하여 각기병 예방을 위해 정기적으로 섭취되었다.

## 현대

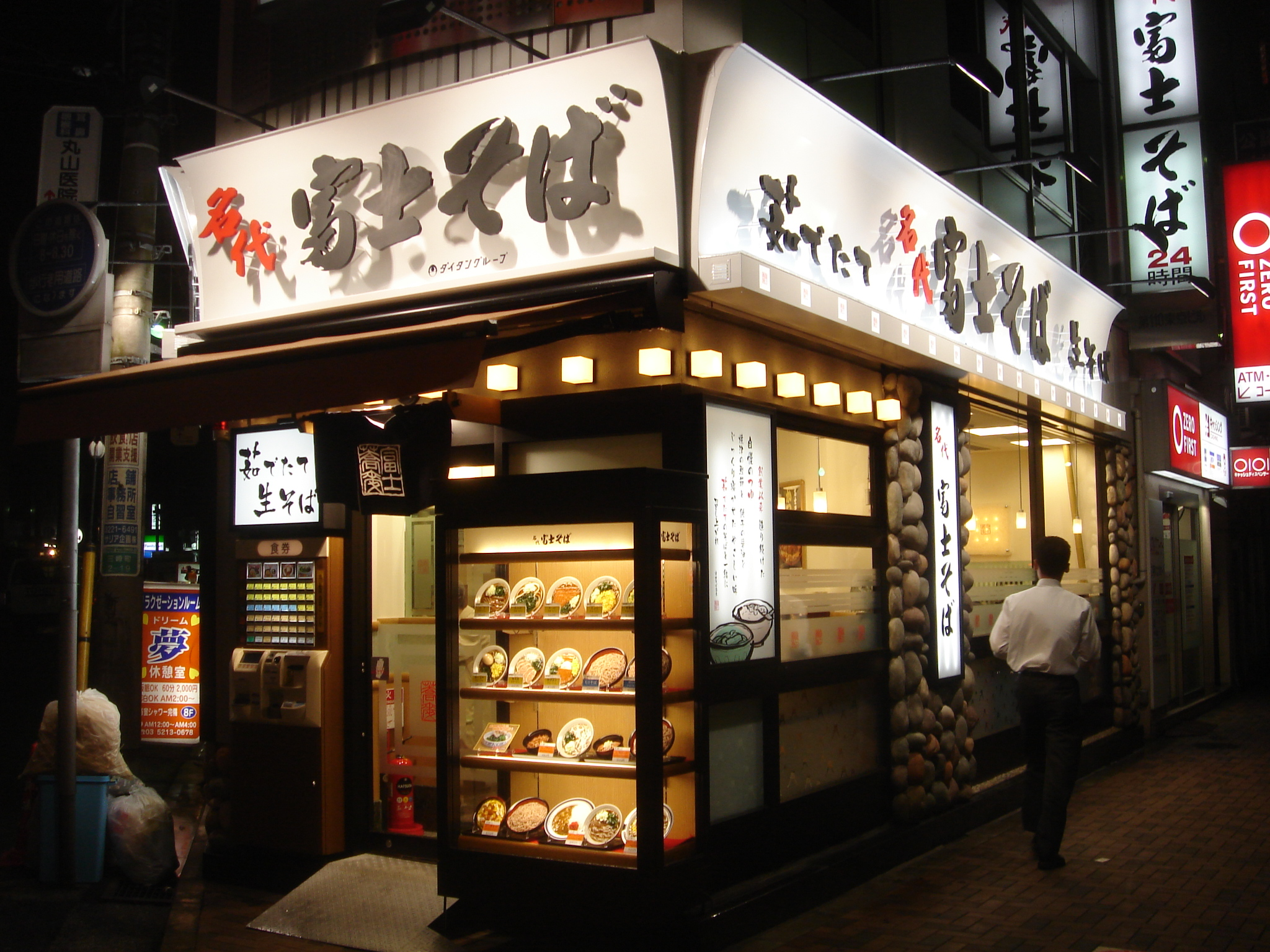
도쿄 스이도바시역 근처의 소바 가게

소바는 현대에도 여전히 인기를 누리고 있다. 소바 전문점으로는 스나바, 초주안, 오무라안, 쇼게츠안, 마스다야, 마루카 등이 있는데, 이들 중 일부는 야고(대대로 이름이 전해 내려오는 전통 있는 점포)이다. 일부 식당에서는 조리법과 식사 방법이 비슷한 소바와 우동을 함께 제공한다.
일본의 기차역에서는 소바를 판매하는 경우가 흔한데, 대중적이고 저렴한 패스트 푸드이기 때문이다. 주로 바쁜 샐러리맨들이 구매하며, 야타이 포장마차에서도 계속해서 판매되고 있다.
소바 소비에는 지역적 차이가 있다. 일반적으로 간토 지방(동일본)에서는 소바가, 간사이 지방(서일본)에서는 우동이 더 선호되는 것으로 알려져 있지만, 예외도 있다. 이런 맥락에서 소바는 도쿄 사람들이 선호하는 전통적인 국수로 여겨진다.
일본 대부분의 지역에서는 전통적으로 섣달 그믐날에 소바를 먹는다. 이를 도시코시 소바("한 해를 넘기는 소바")라고 한다. 도쿄 지역에서는 이사를 한 후 새 이웃들에게 소바를 나누어 주는 전통(히코시 소바)도 있었으나, 현재는 이러한 관습이 거의 사라졌다.

## 조리법

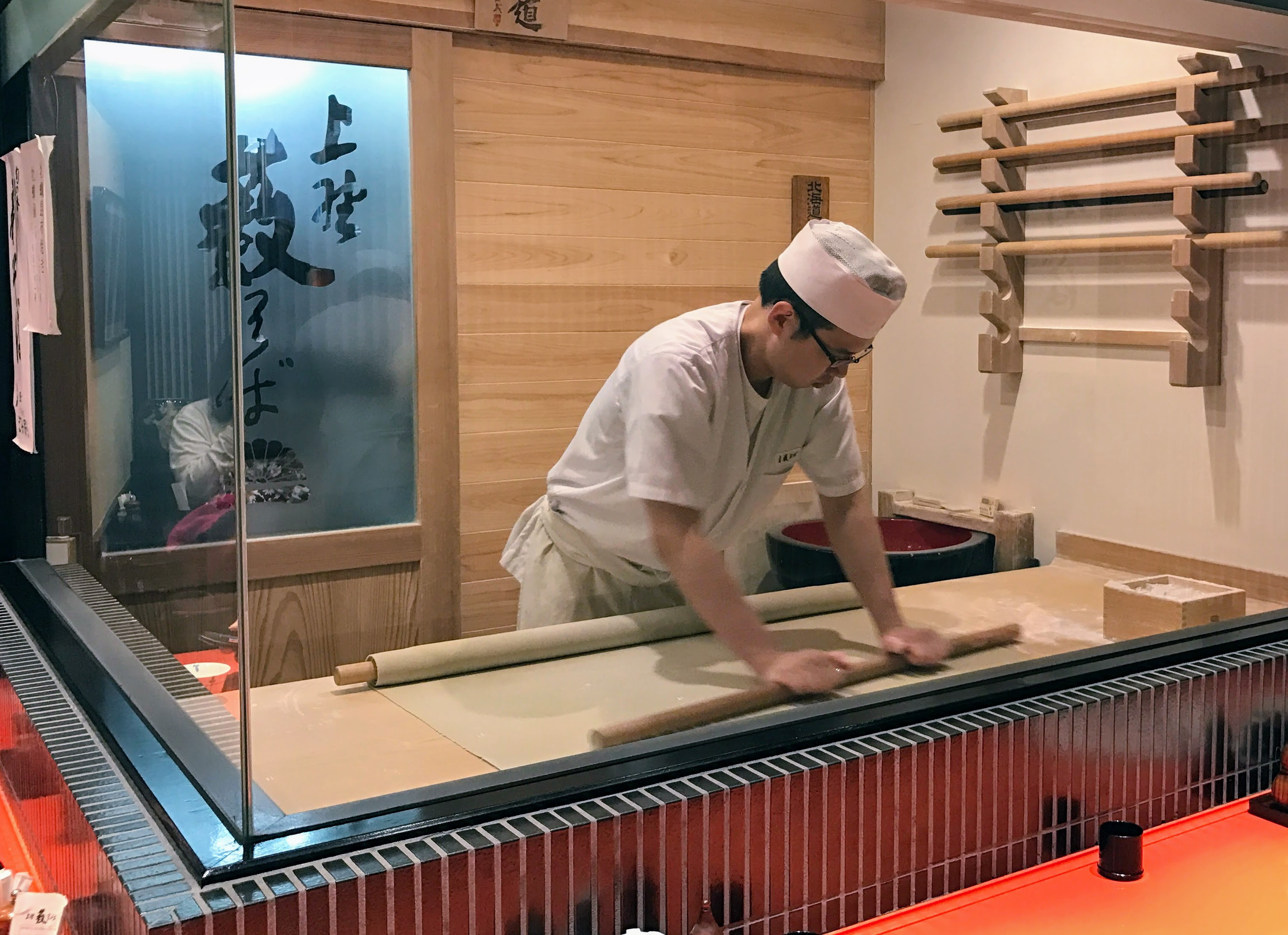
소바 국수용 반죽을 밀고 있는 모습

소바는 반죽을 얇게 썰어서 만든다. 역사적으로 소바는 메밀가루만으로 만들어졌으며, 너무 잘 부서져서 삶을 수 없었기 때문에 바구니에 찐 형태로 조리되었다. 현대의 소바는 보통 메밀가루 80%와 밀가루 20%를 혼합하여 만든다.
식당에서 주로 제공되는 생소바는 일반적으로 썰자마자 바로 조리되는데, 이때 면은 아직 촉촉하고 유연한 상태이다. 상점에서 판매되는 소바는 건조된 상태로 곧게 뻗어 있으며, 다발로 묶여 있다.

## 종류
다른 많은 일본 국수처럼 소바도 여름에는 물에 헹궈서 차갑게, 겨울에는 간장 기반의 다시 국물과 함께 뜨겁게 제공된다. 뜨거운 소바와 차가운 소바 모두에 추가 고명을 얹을 수 있다. 고명은 계절성을 반영하고 다른 재료들과 조화를 이루도록 선택된다. 대부분의 고명은 거의 조리하지 않고 올리지만, 일부는 튀김 형태로 사용된다. 이러한 요리들 대부분은 우동으로도 만들 수 있다.

### 냉소바
냉소바는 종종 자루라고 하는 체 모양의 대나무 쟁반에 담겨 나오는데, 때로는 마른 김 조각으로 장식되며 소바 쯔유라고 하는 딥핑 소스가 따로 제공된다. 쯔유는 진한 다시와 달콤한 간장(사토조유라고도 함), 미림을 혼합하여 만든다. 식사하는 사람은 젓가락으로 쟁반에서 적당량의 소바를 집어 차가운 쯔유에 찍어 먹는다. 와사비와 파는 보통 쯔유에 섞어서 먹는다. 수제 소바 면의 독특한 식감을 제대로 즐기려면 뜨거운 국물에 담가두면 면의 농도가 변하기 때문에 차갑게 먹는 것이 가장 좋다고 많은 사람들이 생각한다. 면을 다 먹은 후에는 많은 사람들이 면을 삶은 물(소바유 蕎麦湯)을 남은 쯔유와 섞어 마시는 것을 즐긴다.

### 온소바
소바는 또한 뜨거운 쯔유에 담긴 국물 많은 국수로도 자주 제공된다. 이때 사용되는 뜨거운 쯔유는 차가운 소바용 딥핑 소스보다 묽다. 대파와 시치미 도가라시(혼합 고춧가루)가 인기 있는 고명이다.

## 배달

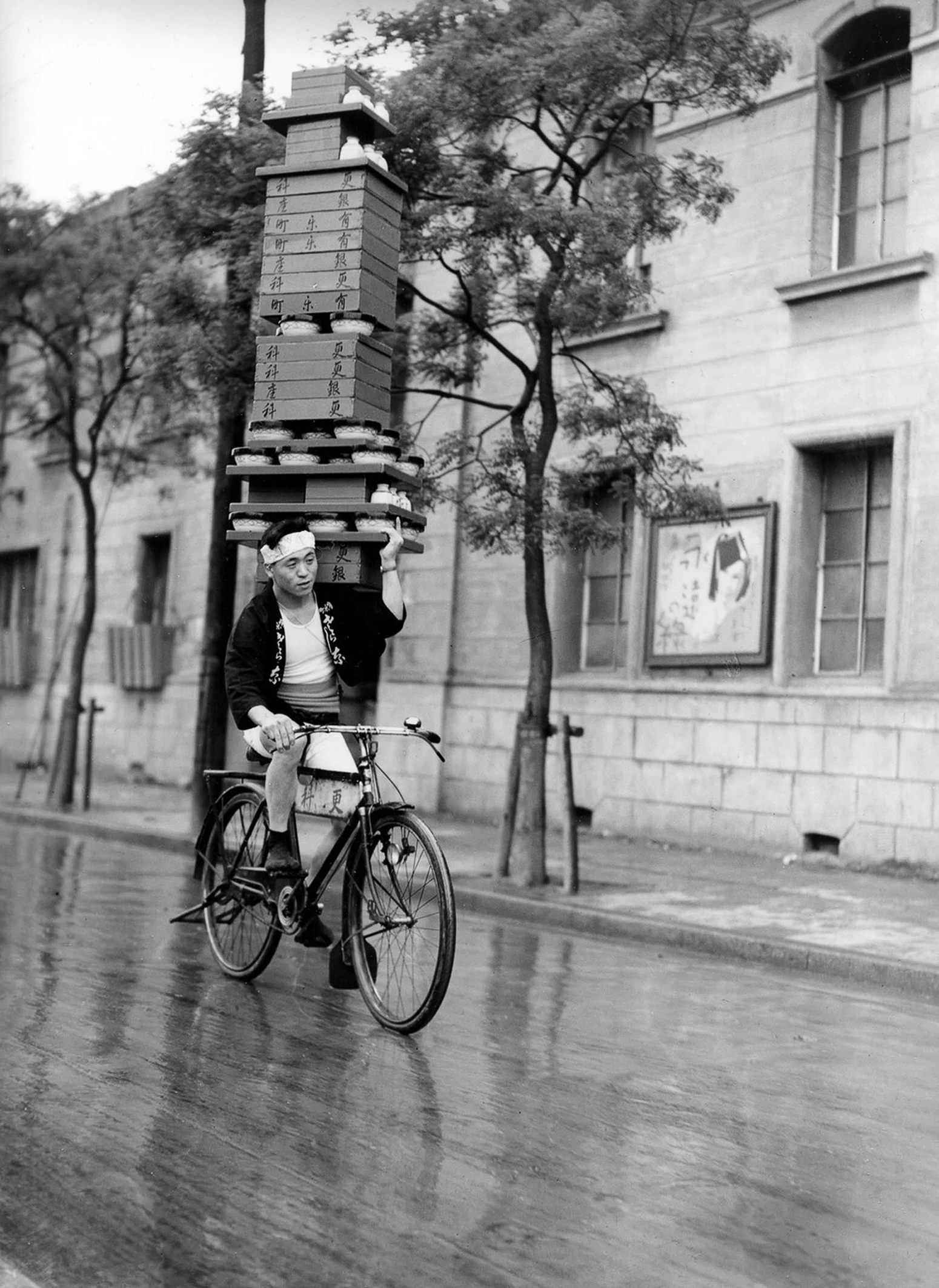
도쿄에서 쌓아올린 그릇을 운반하는 소바 배달원, 1935년

데마에(出前)라고 불리는 음식 배달 서비스는 원래 1700년대에 부유한 다이묘(영주)들을 위해 시작되었다. 쇼와 시대(1926년~1989년) 후기까지 소바 그릇을 쌓아올려 자전거를 타고 어깨에 메고 다니는 배달원들이 있었다.
1961년 3월, 새로운 자전거 교통법이 제한 사항을 추가했다. 도쿄도 경시청 관계자들은 다음과 같이 말했다. "어깨에 소바 그릇을 쌓아 올린 채 자전거를 타는 것은 위험하다. 도로 교통 안전의 관점에서 이는 금지되어야 한다. 하지만 더 엄격한 제재는 가하지 않을 것이다. 그들이 고객의 절반 이상을 잃게 될 것이기 때문이다." 또한 "이러한 불법 교통 관행을 눈감아주겠다는 경찰의 보장으로, 소바 배달원들은 계속해서 도쿄의 거리를 달릴 것"이라고 말했다.
대량의 소바 그릇을 쌓아서 배달하는 관행은 더 이상 시행되지 않는다. 현대의 식당들은 스쿠터를 이용해 소바를 배달한다. 혼다 슈퍼 커브 오토바이는 소바 배달을 고려하여 설계되었다.

## 영양소
조리된 소바 100그램은 99 kcal(410 kJ)의 열량을 제공한다. 소바는 일반 밀가루에는 없는 라이신을 포함하여, 9가지 필수 아미노산을 모두 함유하고 있다.
소바는 소화가 용이한 다당류를 포함하고 있다. 또한 소바 국수에는 루틴과 퀘르세틴과 같은 항산화 물질과 콜린, 티아민, 리보플라빈 등의 필수 영양소가 함유되어 있다.

## 같이 보기
- 메밀국수
- 메밀국수 (요리)

## 사진

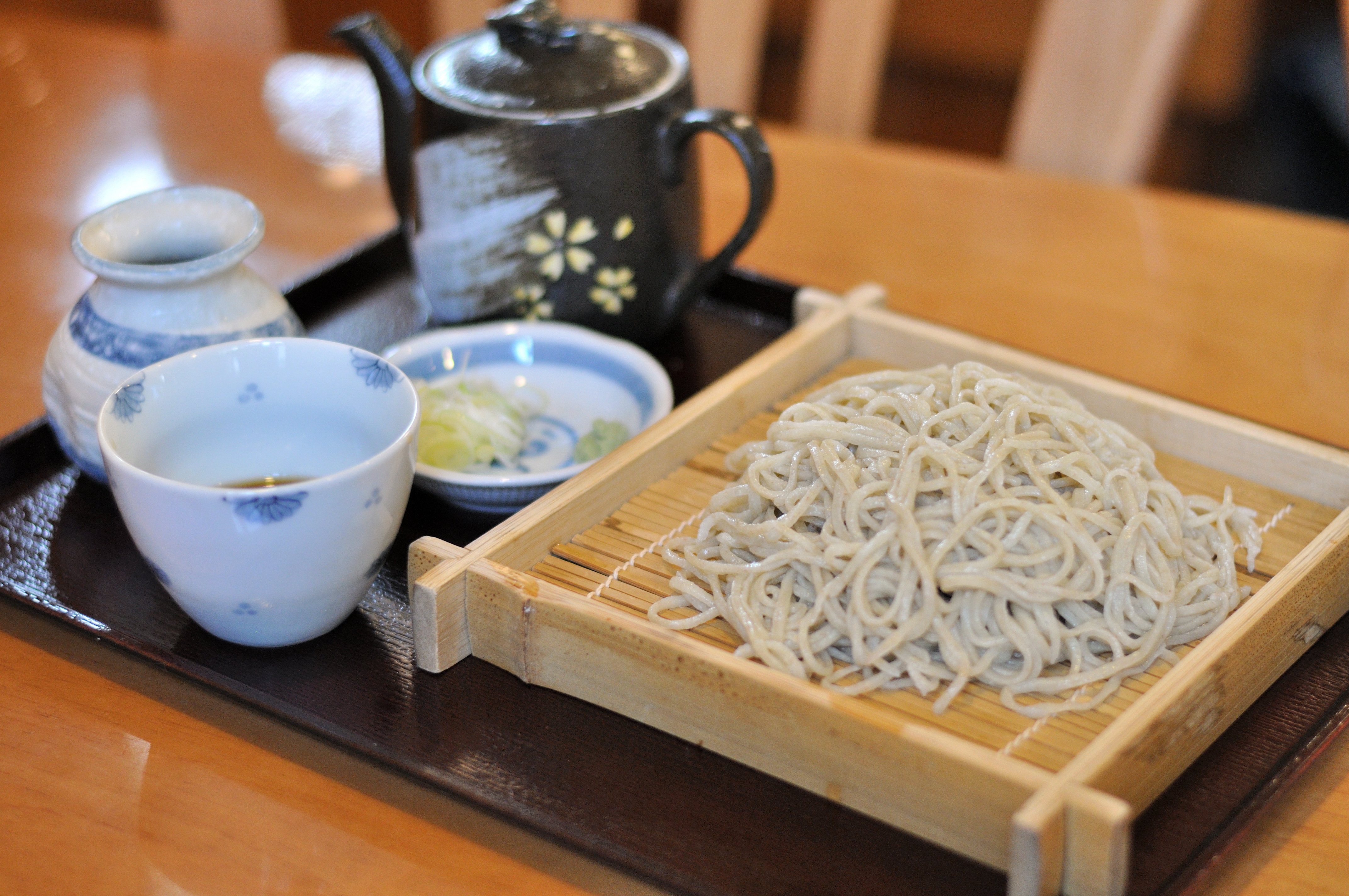
소바
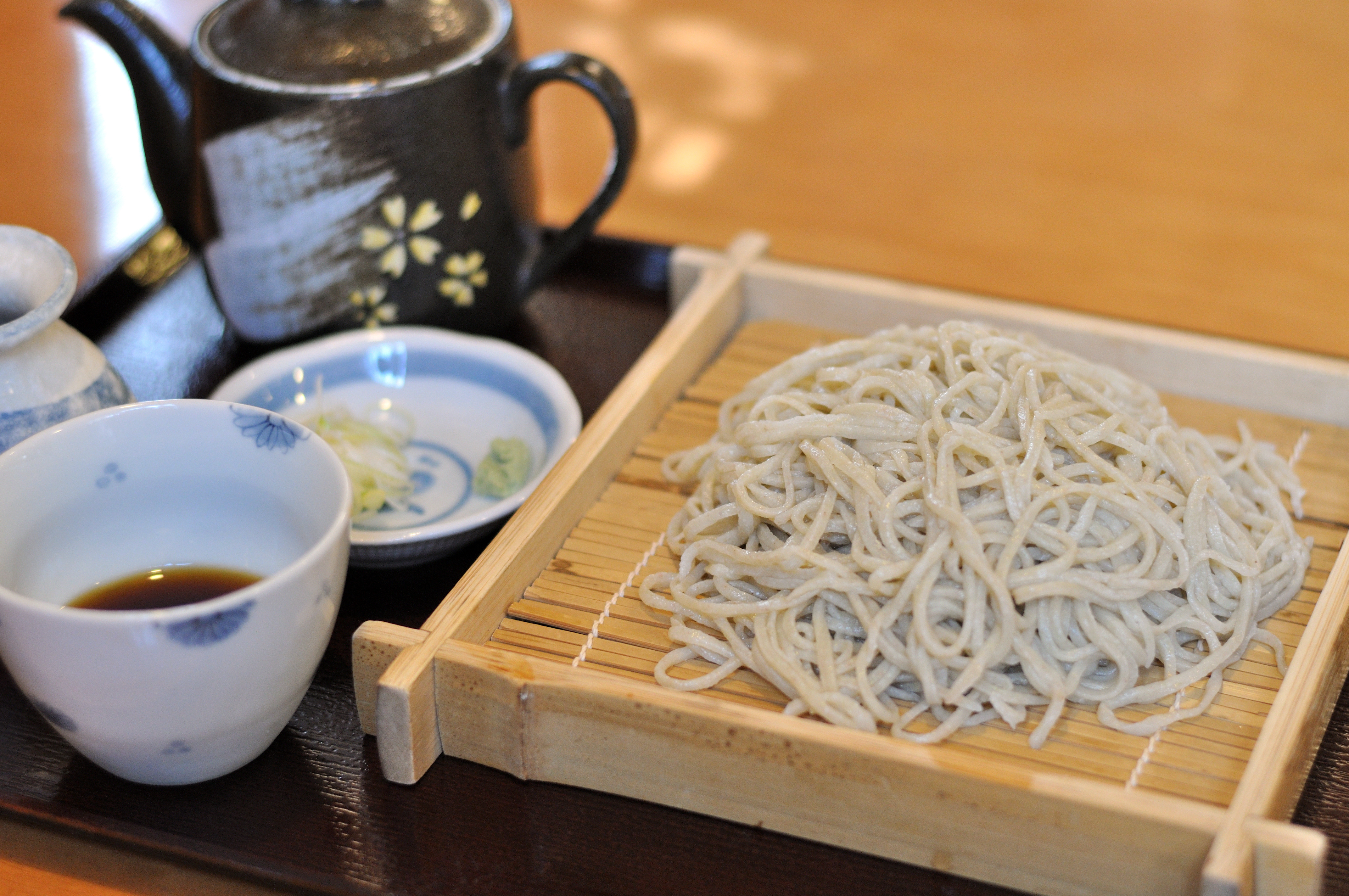
소바
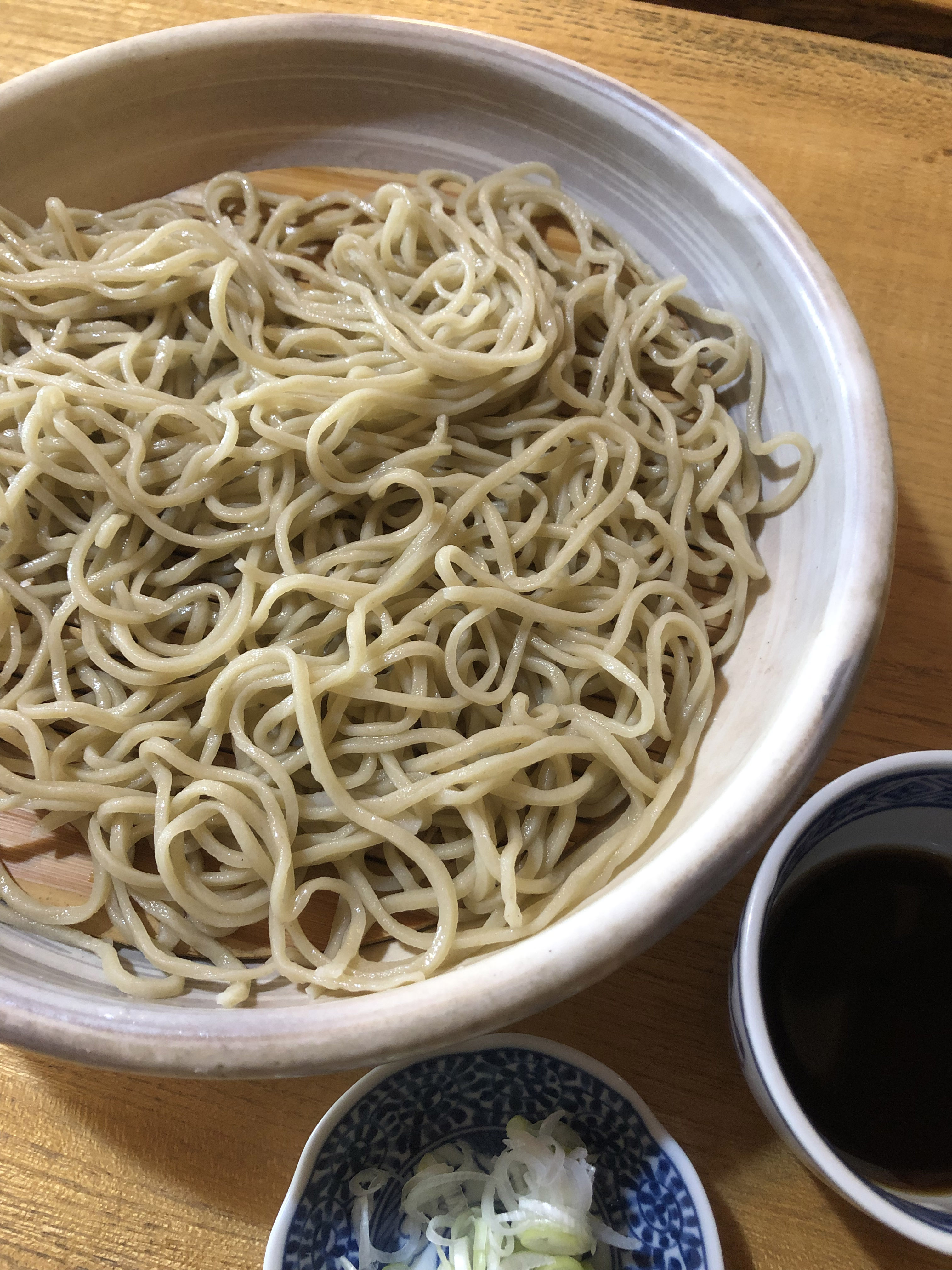
소바
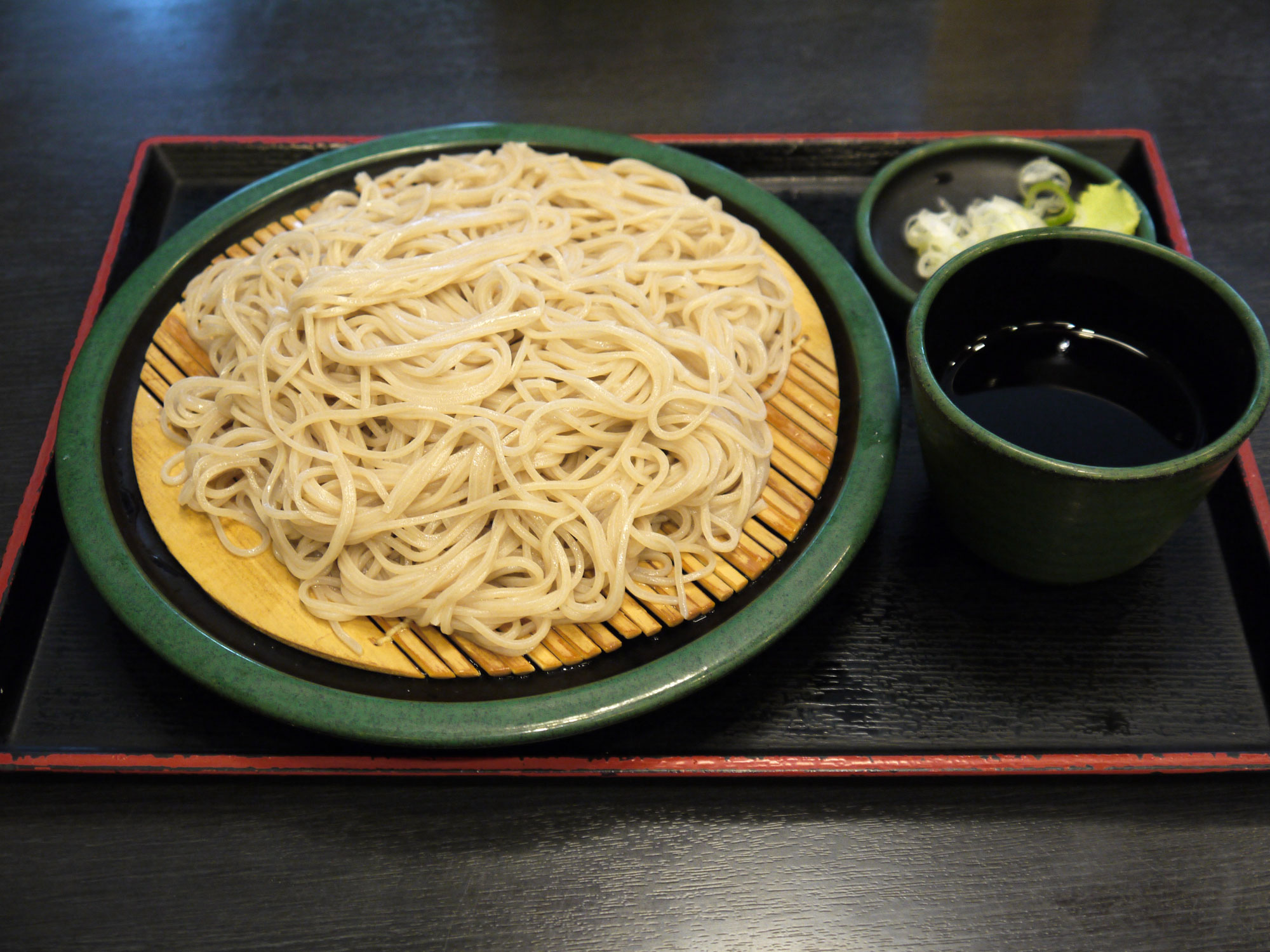
소바
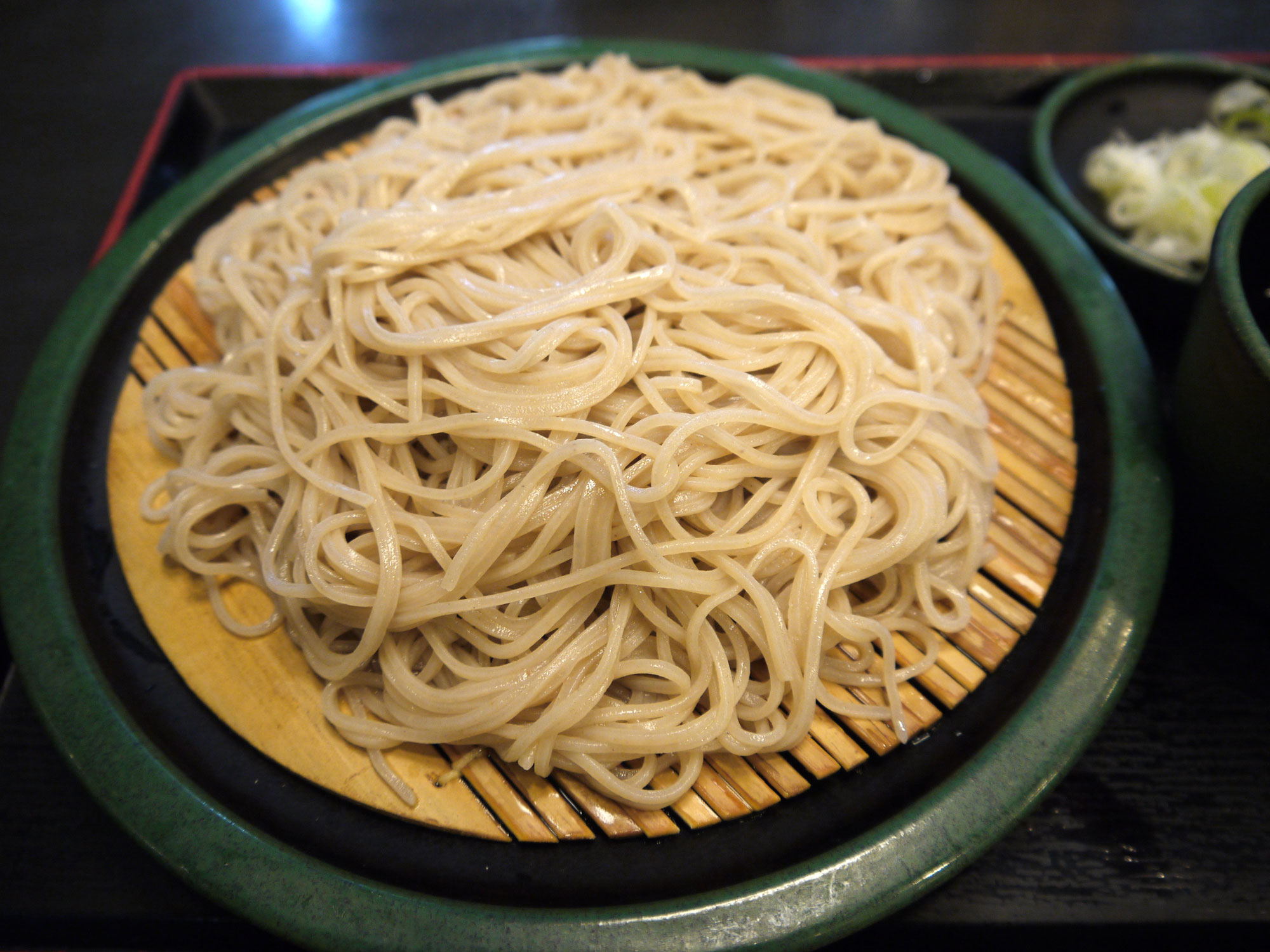
소바